# Leskia lineata
Leskia lineata är en tvåvingeart som beskrevs av Fritz Isidore van Emden 1960. Leskia lineata ingår i släktet Leskia och familjen parasitflugor. Inga underarter finns listade i Catalogue of Life.